# 1065
1065 (MLXV) je bilo navadno leto, ki se je po julijanskem koledarju začelo na soboto.

## Dogodki
- marec - Razglasitev cesarja Henrika IV. Nemškega za polnoletnega. S tem se prekine regentstvo škofov-tutorjev, ki so ga ugrabili tri leta poprej. Istega meseca je kronan.
- 3. oktober - Anglija: nasploh nepriljubljenemu in nasilnemu northumbrijskemu grofu Tostigu Godwinsonu se upre Yorkshirsko vikinško plemstvo, ki pobije njegove privržence, nakar poskuša najti zaščito in politično rešitev pri kralju Edvardu. Ta že vnaprej pošlje Tostigovega brata Harolda, ki se zave, da bratu ne bo mogel povrniti vladavine nad Northumbrijo brez nasilne vojne, zato raje ugodi zahtevam upornikov, saj se zaveda, da bo potreboval zaveznike v prihajajoči nasledstveni vojni. Tosting, ki je bil prisiljen iti v izgnanstvo, se odpravi na Norveško po pomoč h kralju Haraldu III. Hardradi.
- 28. december - Anglija: posvetitev Westminsterske opatije. Teden dni kasneje 1066 ↔ v njej pokopljejo umrlega kralja Edvarda Spoznavalca. Drugače je  v takratni poznoromanski podobi dokončana šele leta 1090.

- Krščanska Španija: Po smrti kralja Ferdinanda I. se z oporoko razdeli kraljestvo Leon na tri dele skupaj z muslimanskimi tributi med tri sinove: najstarejši Sančo II. dobi Kastilijo (in hkrati tribut Zaragoze), drugi sin Alfonz VI. dobi Leon (skupaj s tributom Toleda), najmlajši, Garcija II. dobi obnovljeno Kraljevino Galicijo (skupaj s tributoma Bajadoze in Seville). Garcija je tudi najšibkejši člen, ki vlada bolj ob pomoči vplivnih cerkvenih dostojanstvenikov. 1230 ↔
- Umrlega grofa Urgella Ermengola III. nasledi sin Ermengol IV.
- Dinastija Song: učenjak in najvišji cesarski kancler Sima Guang (et altera) začne ambiciozen histografski uredniški projekt popisa kitajske zgodovine »Zizhi Tongjian« (Obsežno ogledalo za pomoč vladi), ki je uspešno zaključen 19 let kasneje. Ker se tisti čas začenja obdobje Wang Anshijevih reform, ki jim je bil Sima Guang izrazito nenaklonjen, je izrinjen iz politike in zato projektu nameni veliko časa.

## Rojstva
- Bertrand Touluški, grof Toulousa in Tripolija († 1112)
- Hugo VII., baron Lusignana, grof La Marche († 1151)
- Robert II., flandrijski grof, križar († 1111)
- Godrik iz Finchala, angleški menih in skladatelj († 1170)
- Vladislav I., češki vojvoda († 1125)

## Smrti
- 7. maj - Gisela Ogrska, soproga madžarskega kralja Štefana I. (* 985)
- 27. december - Ferdinand I., kralj Kastilije in Leona (* 1018)
- Ermengol III., grof Urgella